# Błyszczek elegancik
Błyszczek elegancik (Deraeocoris ruber) – gatunek pluskwiaka z podrzędu różnoskrzydłych i rodziny tasznikowatych.
Pluskwiak o długości ciała rzadko większej niż 7,5 mm i zmiennym ubarwieniu, najczęściej brązowym do czarnego z żółtymi i czerwonymi miejscami. Czułki o pierwszym członie półtora raza większym niż szerokość oka. Przedplecze z błyszczącą, gładką, bezwłosą obrączką apikalną.
Owad drapieżny, polujący na roślinności zielnej i krzewinkach. Zasiedla Europę (w tym całą Polskę), Afrykę Północną, Gruzję i Azerbejdżan. Ponadto zawleczony został do Brazylii i Ameryki Północnej.